# Дейл Мітчелл
Дейл Вільям Мітчелл (англ. Dale William Mitchell; нар. 21 квітня 1958, Ванкувер) — колишній професійний канадський футбольний нападник, який грав у складі кількох північноамериканських команд 1980-х і 1990-х роках.
Він зіграв 55 матчів за збірну Канади і довгий час тримав рекорд за кількістю голів (19), поки його досягнення не перевершив Двейн Де Розаріо. Мітчелл також був головним тренером збірної Канади з травня 2007 по 27 березня 2009 року. У 2012 році в рамках святкування столітнього ювілею Канадської футбольної асоціації він був призначений тренером символічної збірної Канади всіх часів. У 2002 році він був введений в Канадську футбольну залу слави, а в березні 2014 року було оголошено, що він також буде включений в Залу слави шоуболу.

## Кар'єра гравця

### Клубна кар'єра
Мітчелл грав у Північноамериканській футбольній лізі, почавши свою професійну кар'єру з «Ванкувер Вайткепс» (1977—1978), більша частина його кар'єри в NASL пройшла з «Портленд Тімберз» (1979—1982), а останнім клубом став «Монреаль Менік» (1983). У 1988 році він підписав контракт з відродженим «Ванкувер Уайткепс», за який грав у Канадській футбольній лізі та Американській професійній футбольній лізі і провів за клуб 213 матчів та забив 211 голів.
Мітчелл також зіграв дев'ять шоубольних сезонів в MISL з «Такома Старз», «Канзас-Сіті Кометс» і «Балтімор Бласт». Мітчелл завершив кар'єру в ранзі третього бомбардира в історії ліги (406 голів) і четвертого за системою гол плюс пас (280 передач).

### Міжнародна кар'єра
Мітчелл повністю відіграв усі матчі олімпійської збірної Канади на літніх Олімпійських іграх 1984 року, забивши три голи. У тому числі Мітчелл відкрив рахунок у чвертьфінальному матчі проти Бразилії, суперник зрівняв рахунок і перевів гру в серію пенальті, де Мітчелл вже не зміг забити, Бразилія пройшла далі з рахунком 4:2.
Дебютував за основну збірну Канади 15 вересня 1980 року в товариському матчі проти Нової Зеландії, в якому забив два голи. Свій останній міжнародний матч Мітчелл провів у серпні 1993 року проти Австралії. Він зіграв за Канаду 22 відбіркових матчах на чемпіонати світу, а також брав участь в грі проти Угорщини в рамках групового етапу мундіалю 1986 року.

## Тренерська кар'єра
Після закінчення кар'єри гравця Мітчелл тренував резервну команду «Ванкувер Вайткепс» і був помічником головного тренера першої команди з 1995 по 1999 рік, потім він змінив Карла Валентайна на посту головного тренера клубу.
З 2001 по 2007 рік Мітчелл займав посаду головного тренера молодіжної збірної Канади. У 2004 році під час відбору на чемпіонат світу з футболу 2006 він працював помічником тренера основної збірної, Френка Єллопа.
У травні 2007 року він був призначений головним тренером основної збірної. У 2008 році він не зміг вивести Канаду в третій відбірковий раунд на чемпіонат світу зони КОНКАКАФ, оскільки його команда потрапила в так звану «групу смерті», де їй перегородили шлях Мексика і Гондурас. Він був звільнений з посади 27 березня 2009 року.

## Титули і досягнення
- Переможець Чемпіонату націй КОНКАКАФ: 1985